# القنطاري
القنطاري هي منطقة من مناطق مدينة بيروت العاصمة اللبنانية. وكانت تعدّ منطقة سكن رئاسية قبل الحرب اللبنانية وفيها سكن الرؤساء بشارة الخوري وكميل شمعون والرئيس إميل إدة والعديد.

## التسمية
هناك من ينسب اسم المنطقة لعائلة القنطار الدرزية التي سكنت المنطقة في القرن التاسع عشر. وهناك من ينسب المنطقة إلى قنطرة رفعت على مداخله أيام العثمانيين. ومنهم من يقول أن الاسم يعود لفرن حمل نفس الاسم كان يعمل في المنطقة.

## التاريخ
كتب الشيخ عبد الباسط الأنسي عن هذه المحلة: أنها من أهم مواقع المدينة، وهي قطعة فسيحة واقعة في الجهة الغربية من بيروت. وهي لطيفة الموقع جيدة الهواء، بقيت زمناً طويلاً بدون عمران يستخرج منها الأحجار الرملية، ولقد شرع بعض المسلمين يقيمون الأبنية والبيوت وتكاثر عددهم إثر الشروع ببناء مكتب الصنائع والتجارة الحميدي في الجهة الجنوبية من تلك المحلة"